# Laubuka tenella
Laubuka tenella ist ein Bärbling der Gattung Laubuka. Er wurde erst 2018 beschrieben und lebt in Bächen im Distrikt Cox’s Bazar im Südosten von Bangladesch und im Einzugsgebiet des Thandwe im Rakhaing-Staat von Myanmar.

## Beschreibung

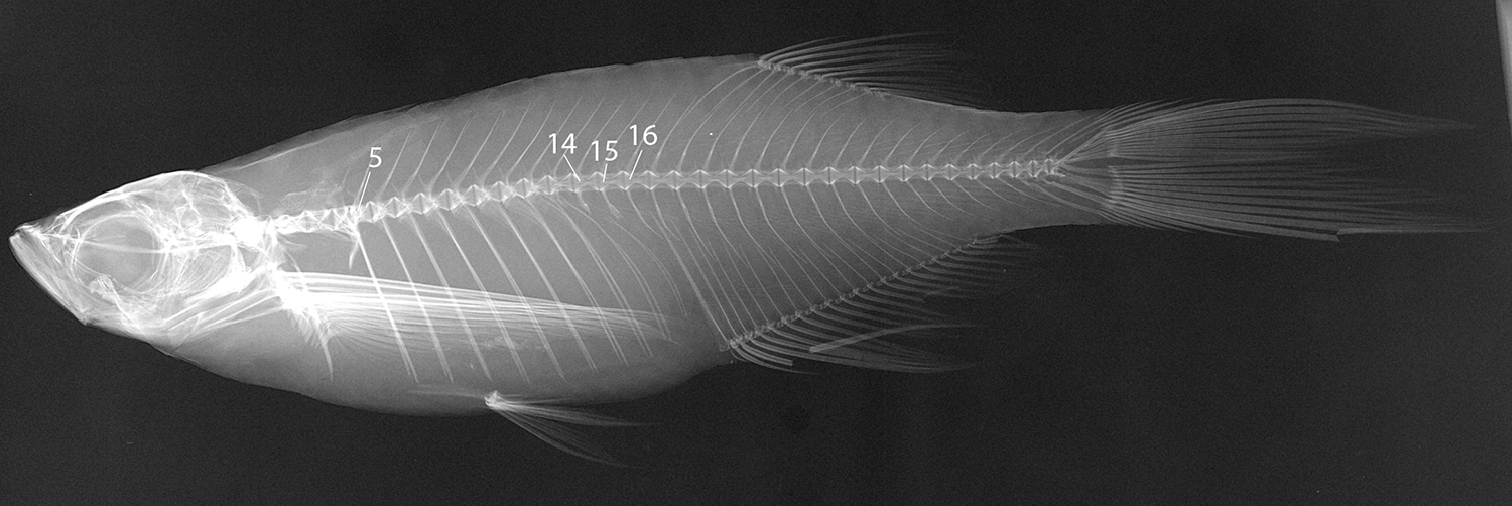
Laubuka tenella, Röntgenaufnahme

Laubuka tenella ist mit einer Standardlänge adulter Tiere von bis zu 47,5 Millimeter eine kleine Art der Gattung Laubuka. Der Körper ist langgestreckt und seitlich stark komprimiert. Über den Augen und auf der Schnauzenspitze befinden sich kleine Gruben mit Neuromasten, es sind keine Barteln oder Tuberkel vorhanden. Die Schnauze ist kürzer als ein Augendurchmesser, sie wirkt von der Seite gesehen dreieckig, von oben betrachtet abgerundet und hat ein endständiges Maul.
Die Grundfarbe ist bei in Formalin konservierten Exemplaren ein blasses gelbliches Weiß, der Rücken ist blass braun gefärbt mit einem netzartigen Muster. Seitlich befindet sich ein dunkler Fleck unmittelbar hinter dem Kiemendeckel. Auf dem hinteren Drittel des Körpers sind dunkle seitlich Streifen. Sie gehen nach vorne in Folgen von sechs bis elf kurzen senkrechten Streifen über, die nicht bis zum Bauch reichen. Die Lebendfärbung ist ein silbriger Rücken mit grünen und stahlblauen seitlichen Längsstreifen, Brust und Bauch sind weiß.
In der Seitenlinienreihe befinden sich 29 bis 32 Schuppen, in der Querreihe 9½ und rund um den Schwanzflossenstiel 12 Schuppen.
Der Ansatz der Rückenflosse befindet sich bei etwa zwei Drittel der Standardlänge und unmittelbar hinter dem Ansatz der Afterflosse. Die Brustflossen sind lang und sichelförmig, sie reichen nicht bis zum After. Die Bauchflossen sind bis etwa auf die Hälfte ihrer Länge gegabelt und setzen ein wenig vor der Körpermitte an.
Flossenformel
Dorsale II/8½, Anale III/16½–20½, Ventrale I/5–6, Pectorale I/10–12.
Laubuka tenella kann von allen anderen Arten der Gattung Laubuka, ausgenommen Laubuka insularis und Laubuka lankensis, durch ihr Zeichnungsmuster unterschieden werden. Von Laubuka insularis unterscheidet sie sich durch die geringere Anzahl von Schuppen in der Seitenlinie und die kürzeren Bauchflossen, und von Laubuka lankensis ebenfalls durch die geringere Zahl der Schuppen in der Seitenlinie.

## Verbreitung

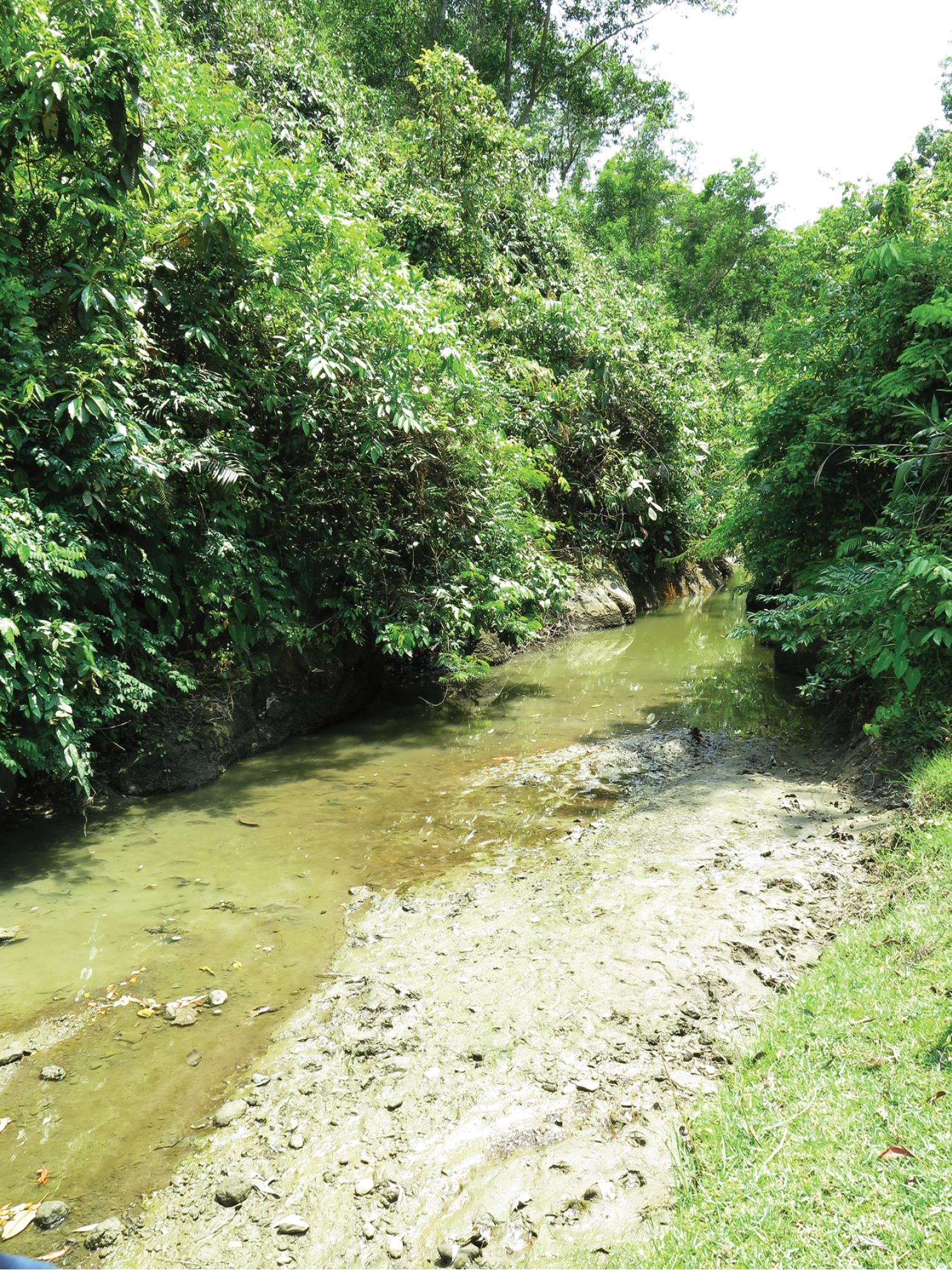
Domdomia, Distrikt Cox’s Bazar, der Typenfundort von Laubuka tenella

Der Typenfundort ist der Unterlauf des Domdomia (20° 55′ 24″ N, 92° 15′ 47″ O), kurz vor seiner Mündung in den Naf. Er liegt etwa zehn Kilometer nördlich der Stadt Teknaf und 70 Kilometer südlich von Cox’s Bazar im Distrikt Cox’s Bazar, im äußersten Südosten von Bangladesch. Ein weiterer Fundort in Bangladesch ist der Bach Majerchora (21° 23′ 45″ N, 92° 0′ 16″ O), ein zehn Kilometer südlich von Cox’s Bazar gelegener Zufluss des Bakkhali. In Myanmar wurde die Art in dem Bach Nan Chaung (18° 27′ 8″ N, 94° 20′ 55″ O) gefunden, einem Zufluss des Thandwe am Westhang des Arakan-Joma-Gebirges im Rakhaing-Staat. Den drei Fundorten ist gemeinsam, dass sie westlich des Arakan-Joma-Gebirges liegen und in den Golf von Bengalen entwässern. Ob die drei Fundorte ein durchgehendes Verbreitungsgebiet markieren oder auf fragmentierte und voneinander isolierte Populationen hindeuten ist ungeklärt.
Laubuka tenella lebt in rasch fließenden Bächen mit steinigem und sandigem oder lehmigem Grund, die in der Trockenzeit nur wenige Meter breit und wenige Dezimeter tief sind und während des Monsuns stark anschwellen können, aber auch in Restgewässern fast ausgetrockneter Flüsse. Sie ist an ihren Fundorten mit Anguilla sp. (Anguillidae), Aplocheilus panchax (Aplocheilidae), Megalops cyprinoides (Megalopidae), Acentrogobius caninus (Gobiidae), Eleotris melanosoma (Eleotridae), Dermogenys burmanica (Zenarchopteridae), Oryzias sp. (Adrianichthyidae), Glossogobius giuris (Gobiidae), Channa gachua und Channa punctata (Channidae), Danio aesculapii und anderen Danio sp., Devario anomalus, Devario coxi, Esomus danrica, Pethia ticto, Puntius chola, Rasbora rasbora (Cyprinidae) und Lepidocephalichthys berdmorei (Cobitidae) vergesellschaftet.

## Systematik und Taxonomie

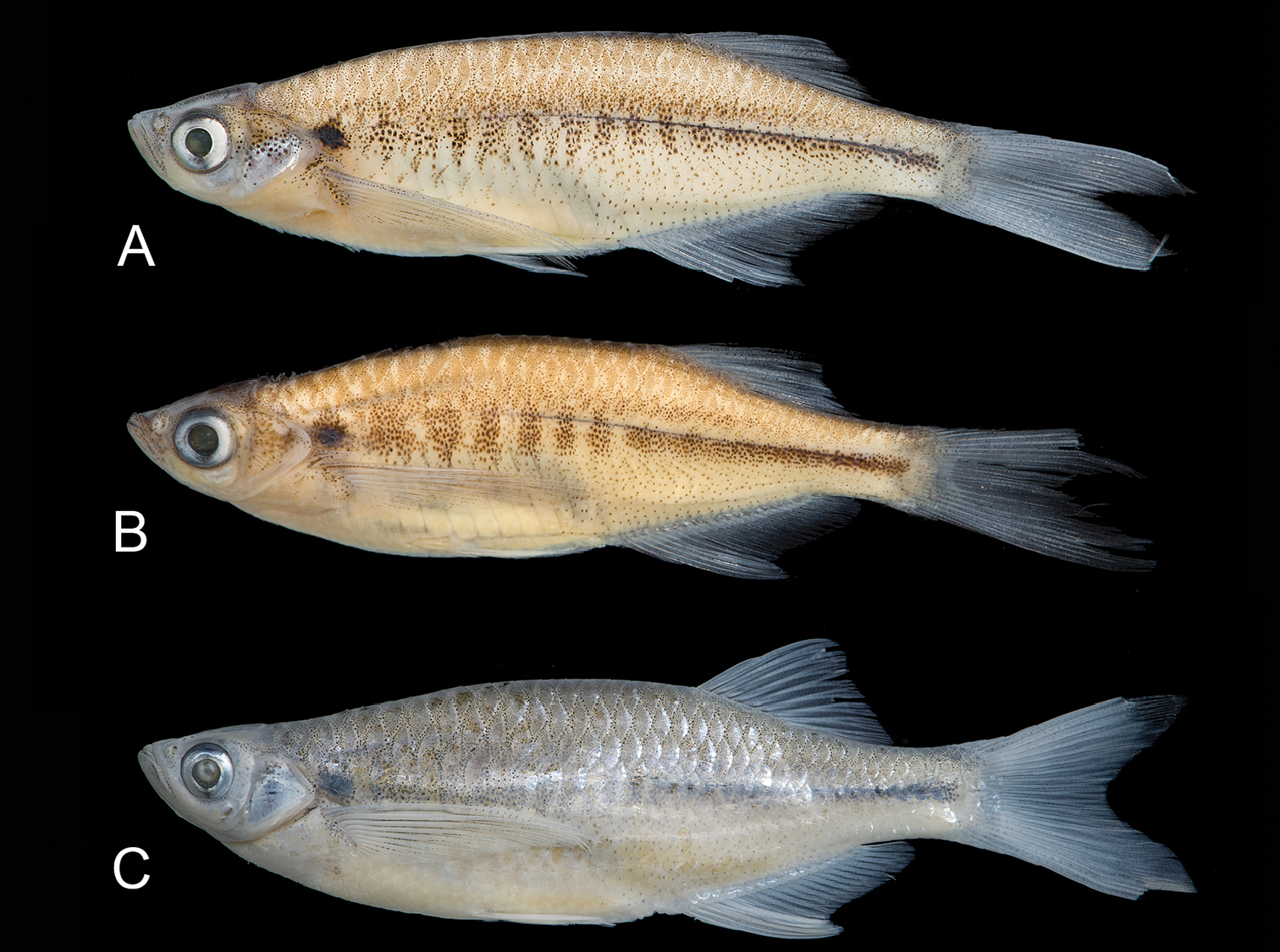
Holotyp (A) und ein Paratyp (B) in Formalin konserviert, Paratyp (C) in Ethanol

Laubuka tenella ist eine von mehr als einem Dutzend Arten der Gattung Laubuka Bleeker, 1859, die mit Danio, Devario, Microrasbora und mehreren anderen Gattungen die Unterfamilie Danioninae in der Familie Bärblinge (Danionidae) bildet. Die Systematik der Gattung ist nicht auf dem jüngsten Stand, die letzte Revision erfolgte 1958 auf der Grundlage eines heute überholten Artkonzepts. Aus der Gattung Laubuka sind neben Laubuka tenella nur zwei Arten in Bangladesch nachgewiesen: von Laubuka laubuca gibt es jüngere Funde, die im Zoofachhandel in Dhaka als lokale Fänge angeboten wurden. Laubuka brahmaputraensis wurde 2012 nach Exemplaren beschrieben, die bereits 1995 von einem örtlichen Fischfänger gefangenen wurden. Als Typenfundort konnte nur der Brahmaputra in Bangladesch angegeben werden. Die Diagnose erfolgte lediglich nach der Fachliteratur, ohne direkten Vergleich mit Sammlungsexemplaren. L. brahmaputraensis ist möglicherweise ein Synonym von L. laubuca.
Die Erstbeschreibung von Laubuka tenella erfolgte 2018 durch eine Gruppe von Ichthyologen um den Schweden Sven O. Kullander. Die Grundlage waren Fische der Gattung Laubuka, die im Jahr 2015 in kleinen Bächen bei Cox’s Bazar und Teknaf gefangen wurden und sich deutlich von Laubuka laubuca unterschieden, aber morphologisch nicht von Exemplaren aus einem Bach in Myanmar zu unterscheiden waren. Der Holotyp ist ein im Mai 2015 gefangenes adultes Exemplar von 42,1 Millimeter Standardlänge. Er befindet sich in der Sammlung der University of Dhaka. 47 Paratypen werden dort und in den Sammlungen des Naturhistoriska riksmuseet in Stockholm und des Natural History Museum in London aufbewahrt. Der Artname tenellus ist ein lateinisches Adjektiv, das fein oder zart bedeutet und sich auf die geringe Größe und die Erscheinung frisch gefangener Fische bezieht.